# Sulcorebutia arenacea
Sulcorebutia arenacea es una especie fanerógama perteneciente a la familia de las Cactaceae. 
La especie Rebutia arenacea ha sido trasladada a Sulcorebutia arenacea.

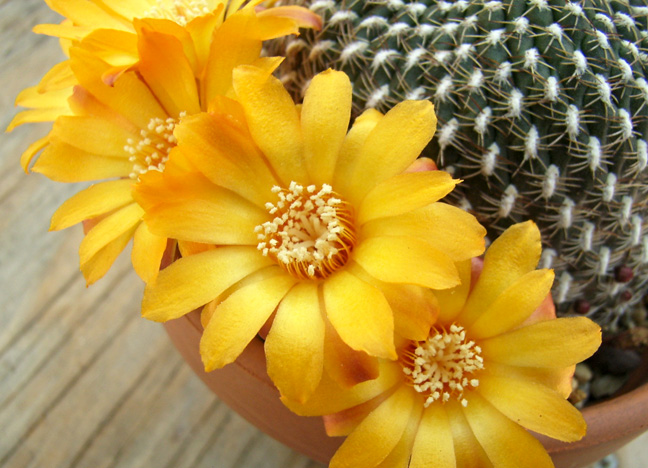
Flores

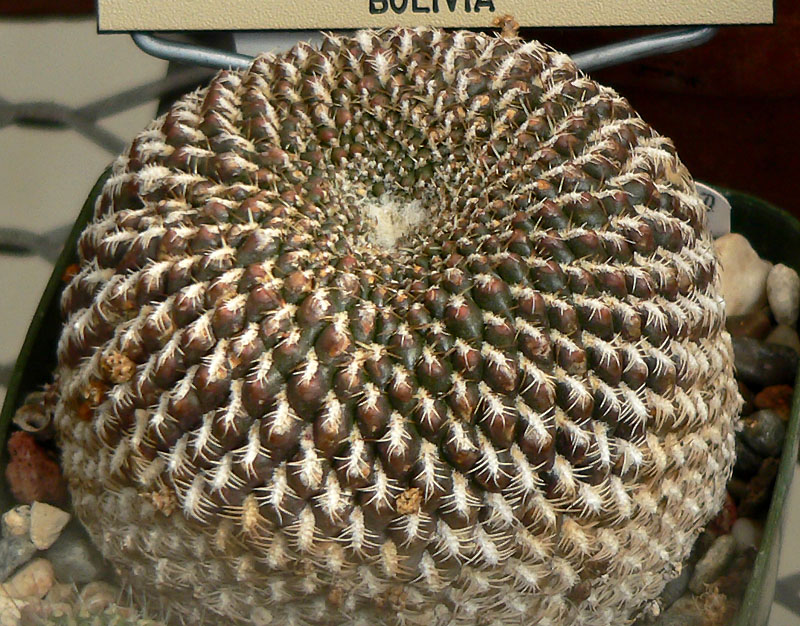
Vista de la planta

## Distribución
Es endémica de Cochabamba en Bolivia. Es una especie común que se ha extendido por todo el mundo.

## Descripción
Sulcorebutia arenacea crece de forma individual y raramente en grupos con tallos esféricos o planos que alcanzan un diámetro de 2,5 hasta 5 centímetros (raramente a 13 centímetros) y hasta 2 a 3,5 centímetros (raramente a 10 centímetros) de altura y tienen hasta 10 centímetros de largas raíces. Las 30 costillas están fuertemente tuberculadas. Las areolas son amplias y de color gris crema. Las de 14 a 16 espinas son ásperas y de color amarillo blanquecino a marrón de 0,4 a 2 centímetros de largo. La espina central está ausente. Las flores son doradas a amarillo anaranjado de hasta 5 centímetros de largo y tiene un diámetro de 4 centímetros. Los frutos de color marrón rojizo  tienen un diámetro de 06 a 08 mm.

## Taxonomía
'Sulcorebutia arenacea fue descrita por Cárdenas  y publicado en National Cactus and Succulent Journal 16(4): 81. 1961.
Etimología
Sulcorebutia: nombre genérico que fue nombrado en 1895 por Karl Moritz Schumann  en honor de Pierre Rebut ( * 1827 - 1898), un botánico francés especializado en cactus. 
arenacea: epíteto latíno que significa "de las arenas"
Sinonimia
| - Sulcorebutia arenacea - Weingartia arenacea - Rebutia glomeriseta - Sulcorebutia glomeriseta - Weingartia glomeriseta - Rebutia candiae - Sulcorebutia candiae | - Weingartia candiae - Rebutia menesesii - Sulcorebutia menesesii - Weingartia menesesii - Sulcorebutia xanthoantha - Sulcorebutia muschii - Weingartia muschii |